# Hyphessobrycon compressus
Hyphessobrycon compressus ist eine kleine Fischart aus der Salmlerfamilie der Acestrorhamphidae, die im Süden Mexikos im Einzugsbereich des Río Papaloapan, in Guatemala im Río Motagua, sowie im nördlichen Tiefland (Departamento Petén) und in Belize vorkommt. Sie ist die am weitesten nördlich vorkommende Art der Gattung Hyphessobrycon.

## Merkmale
Hyphessobrycon compressus erreicht eine maximale Standardlänge von 3,6 Zentimetern, eine maximale Gesamtlänge von 4,6 Zentimetern und hat einen seitlich abgeflachten, mäßig hochrückigen Körper. Das Maul ist endständig; Oberkiefer und Unterkiefer haben die gleiche Länge. Die Prämaxillare ist mit zwei Zahnreihen besetzt, wobei in der äußere Reihe aus ein- und dreispitzigen Zähnen besteht, die innere nur aus dreispitzigen. Im Unterkiefer sitzen vorne 4 bis 6 größere dreispitzige Zähne, gefolgt von konischen Zähnen, die nach hinten immer kleiner werden.
Die Fische haben eine silbrige bis russig graue oder olivgrüne Grundfärbung. Den dunkleren Farbton nehmen sie vor allem in Stresssituationen oder die Männchen während der Fortpflanzungszeit an. Die Schwanzflosse ist gelblich bis rötlich. Der Schwanzstiel zeigt keinen dunklen Fleck. Im vorderen und unteren Bereich des Schwanzflosse liegt ein schwarzer Fleck. Auch die anderen Flossen können manchmal einen schwarzer Fleck aufweisen. Die Bauchflossen sind dunkelgrau. Die Afterflosse hat einen dunklen Saum. Von allen anderen Hyphessobrycon-Arten kann H. compressus durch die mit 41 bis 48 sehr hohe Zahl von Schuppen in einer mittleren Längsreihe auf den Körperseiten unterschieden werden (alle anderen weniger als 40). Männchen und Weibchen unterscheiden sich durch knöcherne Höcker auf der Afterflosse die weniger konkav eingebuchtete Afterflosse der Männchen.
- Flossenformel: Dorsale ii/8-10, Anale iii-v/20-25, Pectorale i/10-13, Ventrale i/6-8, Caudale i,9-10/8,i.
- Schuppenformel: mLR 41-48.

## Lebensraum
Am häufigsten wird Hyphessobrycon compressus in mit Wasserpflanzen bestandenen Gewässern mit sandigem und schlammigem Boden in Feuchtgebieten gefunden.

## Systematik

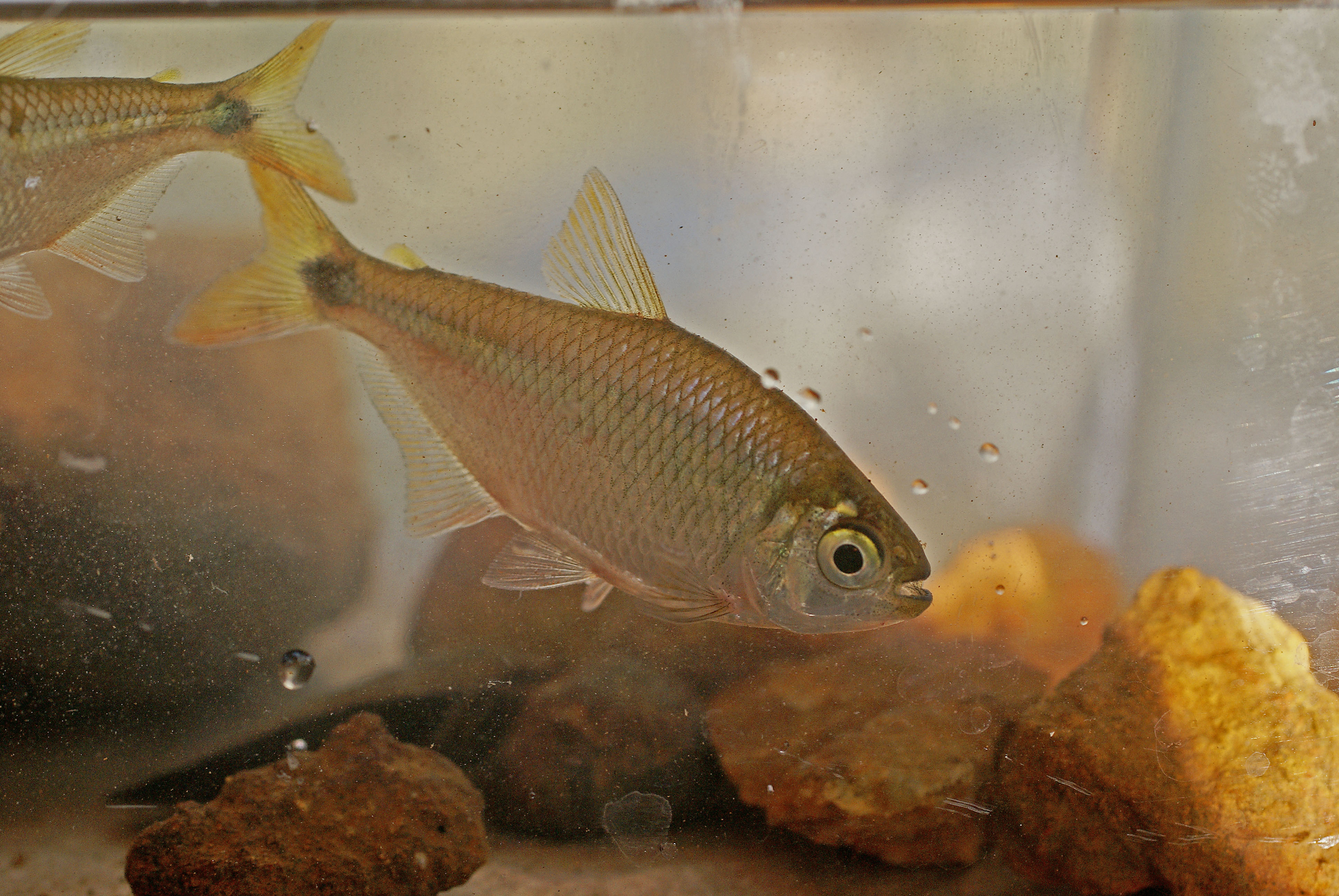
H. panamensis gehört zu den nahen Verwandten von H. compressus

Die Fischart wurde 1904 durch den US-amerikanischen Ichthyologen Seth Eugene Meek unter der Bezeichnung Hemigrammus compressus erstmals wissenschaftlich beschrieben. 1908 führte die US-amerikanische Zoologin Marion Lee Durbin Hyphessobrycon als Untergattung von Hemigrammus ein, mit Hemigrammus hyphessobrycon compressus als Typusart. Späterer Autoren sahen Hyphessobrycon als eigenständige Gattung. Als diagnostischer Unterschied zwischen Hemigrammus und Hyphessobrycon gilt die Beschuppung der Schwanzflossenbasis (beschuppt bei Hemigrammus – unbeschuppt bei Hyphessobrycon). Heute gehören etwa 150 Arten zur Gattung Hyphessobrycon. Sie gilt jedoch als nicht monophyletisch und die nähere Verwandtschaft von Hyphessobrycon compressus umfasst nur zehn mittelamerikanische und im kolumbianischen Departamento del Chocó an der Pazifikküste vorkommenden Arten (Hyphessobrycon panamensis-Artengruppe bzw. Hyphessobrycon-sensu stricto). Die Schwestergruppe dieser Artengruppe ist die Gattung Parecbasis. Ein Synonym von H. compressus ist Hyphessobrycon milleri.